# Igreja Católica Arménia
A Igreja Católica Arménia [PT]  ou Armênia [BR]  (em armênio: Հայ Կաթողիկէ Եկեղեցի; romaniz.: Hay Kat'oghike Yeveghets'i) é uma Igreja católica oriental sui iuris em plena comunhão com a Igreja Católica. Isto quer dizer que ela aceita a autoridade e primazia do Papa. Unida formal e oficialmente à Santa Sé em 1742, esta Igreja foi fruto de uma cisão ocorrida na Igreja Apostólica Armênia, que não aceita a autoridade papal. A sua sede localiza-se, desde 1749, em Bzoummar (Líbano). 
O seu rito litúrgico é o armênio e a sua língua litúrgica é o armênio. Desde 2021, esta Igreja oriental é governada pelo patriarca armênio Rafael Pedro XXI Minassian, juntamente com o seu Sínodo, mas sempre sob a supervisão do Papa. Atualmente, tem cerca de 540 mil fiéis, concentrados especialmente na Arménia, Argentina, Europa Oriental (com destaque para a Roménia), Austrália, Canadá, França, Líbano, Síria, Turquia, Roménia e Estados Unidos.

## História
Após o cisma de 451, que separou as igrejas ortodoxas orientais (que incluiu a Igreja Apostólica Armênia) das igrejas calcedônias (que são as igrejas ortodoxa e católica), numerosos bispos apostólicos armênios tentaram restabelecer a comunhão com a Igreja Católica. Em 1195/1198, durante as Cruzadas, os ortodoxos arménios sediados no Reino Armênio da Cilícia entraram em comunhão com a Igreja Católica, que durou até a Cilícia ser conquistada pelo mamelucos em 1375. Esta união foi mais tarde restabelecida em 1441 no Concílio de Basileia-Ferrara-Florença, mas na prática não houve efeitos concretos durante séculos.
Em 1740, Abraham Petros I Ardzivian, que tinha anteriormente se tornado um católico, foi eleito patriarca de Adana (atual Turquia). Dois anos mais tarde, em 1742, o Papa Bento XIV criou formalmente a Igreja Católica Arménia, encabeçada pelo Patriarca Ardzivian, que foi reconhecido pelo Papa. Em 1749, a sede desta Igreja foi transferida para Bzoummar (Líbano). No século XIX, o Império Otomano reconheceu-a finalmente, dando-lhe o estatuto de millet (ou seja, comunidade etno-religiosa distinta dentro do império).
Durante o Genocídio Armênio em que o Império Otomano assassinou mais de um milhão de armênios (1915-1918), muitos católicos arménios, naquela altura concentrados principalmente na Cilícia, foram forçados a refugiarem-se em países vizinhos da Turquia, principalmente no Líbano, na Síria e na República Democrática da Armênia. Mais tarde, uma parte deles emigrou para os Estados Unidos e para a Europa.

## Na América Latina
Em 3 de julho de 1981, pela Constituição Apostólica America Latina atque Foederatae Civitates Mexicana, do Papa São João Paulo II, foi criado o Exarcado Apostólico para os fiéis de Rito Armênio residentes na América Latina e México, cuja sede fica na Catedral de São Gregório, o Iluminador, na cidade de São Paulo, no Brasil..